# 箭叶南芥
箭叶南芥（学名：Arabis sagittata），为十字花科南芥属下的一个种。

## 扩展阅读
維基物種上的相關：箭叶南芥